# Puyulu

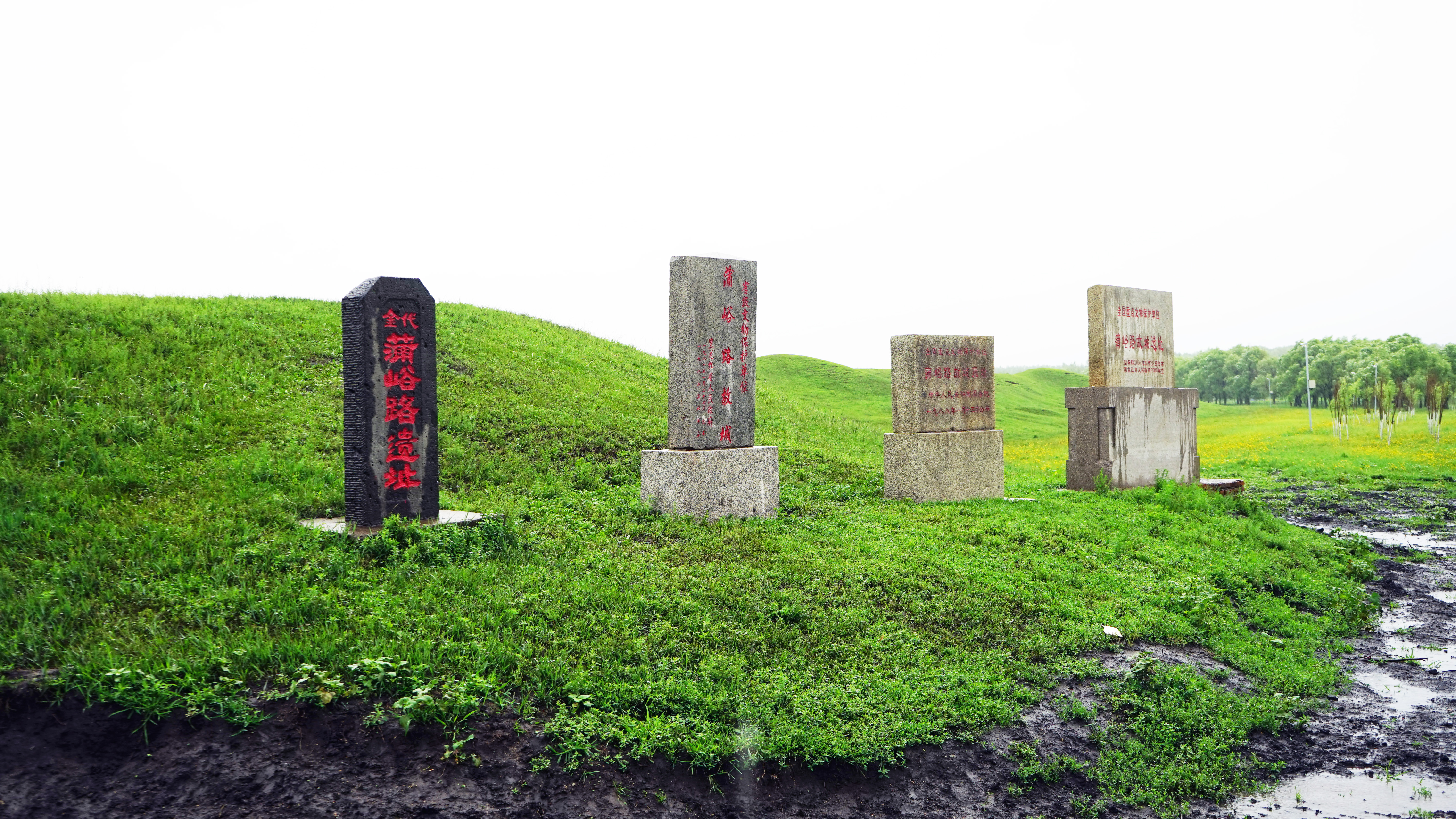
Les ruines du mur de la ville

Les ruines de la vieille ville de Puyulu (蒲与路故城遗址) se trouvent dans le xian de Kedong de la province du Heilongjiang dans le nord-est de la Chine. Ils font maintenant partie de la liste des monuments historiques de Chine (3-219).
Dans la langue jurchen, puyu signifie le fond de la vallée. C'était une ville de forme ovale protégée par un mur de 2892 mètres de long et par deux petites villes défensives en avant des portes sud et nord. Elle date de la dynastie Jin (1115-1234). Une fouille réalisée à la porte sud en 1975 a permis de retrouver un tampon en étain montrant que ces vestiges correspondent à ceux de Huoluhuotuan Mouke, une ville marquant la frontière nord des Jin et montrent ainsi que le territoire chinois s'étendait jusqu'au grand Khingan dès cette époque. Des tuiles, des décorations en céramique pour les bordures de toit, des miroirs en fer, des ciseaux et des pièces en cuivre de la dynastie des Song du Nord ont été mis au jour.
Un système de chauffage par le sol a été trouvé dans ces bâtiments.

## Référence
- Site of Puyulu Ancient City, ChinaCulture.org.